# Henryk Wolniak

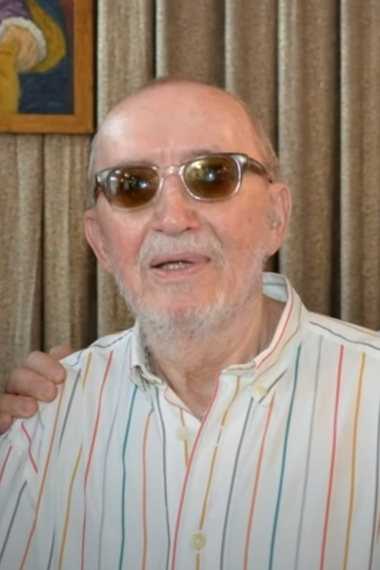
Henryk Wolniak (2018)

Henryk Wolniak (ur. 23 maja 1939 w Wierzchlasie) – polski poeta, dramatopisarz, aforysta. Autor kilkunastu tomów wierszy.

## Życiorys
W 1963 ukończył filozofię na Wydziale Filozoficzno-Historycznym Uniwersytetu Wrocławskiego. Mieszka i tworzy we Wrocławiu oraz w Lądku-Zdroju.
Debiutował w 1962 cyklem wierszy w „Odrze”. W 1965, nakładem wydawnictwa Ossolineum, ukazała się pierwsza książka poetycka Horyzont. Radio Wolna Europa uznało ją za najciekawszy debiut roku. W tym samym czasie autor opublikował utwór Alfa i Omega w czasopiśmie „Więzi”. W 1972 wydał tom poetycki Proch, za który otrzymał Nagrodę im. Tadeusza Peipera. Rok później zamieścił w almanachu Pomosty m.in. dramat Powrót na motywach Odysei Homera.
Założył Towarzystwo Wolnistów (Stowarzyszenie Wolnistów, Towarzystwo Miłośników Wolniaka) 11 lipca 1976 roku w Gdyni, do którego należał m.in. poeta i dramaturg Leszek Wierzchowski. Twórca poetyki wolnizmu (triada 3 × „W”: wolność-wieczność-wielkość). W 1980 pełnił funkcję przewodniczącego Tymczasowego Komitetu Założycielskiego Literatów Dolnego Śląska Solidarność. W okresie stanu wojennego zainicjował utrzymane w poetyce wolnizmu ogólnopolskie konkursy o charakterze patriotyczno-religijnym. Następnie nagrodzone utwory wydawał cyklicznie w redagowanych przez siebie almanachach (1987-1989). W latach 1982–1985 współredagował podziemne czasopismo „Wolna Kultura”. W drugim obiegu opublikował tomiki: Oto krew aniołów („Zarys” 1985) i Gwiazdozbiór wolności (ze środków własnych).
W połowie lat dziewięćdziesiątych poemat Pradziady (wydany w 1994) doczekał się scenicznej realizacji w reżyserii Bogusława Kierca. Spektakl teatralny pt. Dziady. Pradziady grany był przez studentów Państwowej Wyższej Szkoły Teatralnej w Krakowie (wydział we Wrocławiu). Wydał w bibliotece „Notatnika Teatralnego” dramat Prababy i monodram Homo Liber.
W roku 2013 został laureatem Nagrody Literackiej Czterech Kolumn (Lutynia, Sad brzoskwiniowy). W tym samym roku tomik Zaurocznia lądecka zgłoszono do Nagrody Literackiej Nike. Od 1989 należy do Stowarzyszenia Pisarzy Polskich Oddział we Wrocławiu. W 2015 odznaczony Krzyżem Oficerskim Orderu Odrodzenia Polski.
Charakterystyczną cechą twórczości Henryka Wolniaka są neologizmy poetyckie. Autora porównuje się z Bolesławem Leśmianem i Mironem Białoszewskim. Książki Wolniaka publikowane były w Kanadzie, Rosji, na Słowacji i we Włoszech. Publikuje także jako Henryk Wolniak-Zbożydarzyc.

## Twórczość

### Poezja[potrzebnyprzypis]
- Horyzont (1965)
- Proch (1972)
- Czasoczary (1974)
- Sezonowa obniżka wycia (1977)
- Żywiec (1977)
- Pójdę tam, gdzie Anioł (1982)
- Oto krew aniołów (1985)
- Gwiazdozbiór wolności (1989)
- Pradziady (1994)
- Głodobogi (1996)
- Zageniuszki (1999)
- Oczowiecznia (2001)
- Muza oczkiem wieków (2001)
- Zaurocznia lądecka (2005)
- Anieliada (2006)
- Miłuje (2011)
- Myśliwieniec z Wolniłami i Zageniuszkami (2012)
- Zageniuszki (2012)
- Zakład poetycki... (2013)
- Wolniły i Zageniuszki (2013)
- Wieczniny (2014)

### Dramat[potrzebnyprzypis]
- Powrót (1973)
- Prababy (1999)
- Homo Liber (monodram, 1999)

### Inne
- Rezerwat gołodupców, czyli muzostajnia (groteska, 2001)
- Judabisy (proza, 2012)

## Publikacje w czasopismach[potrzebnyprzypis]
- „Odra” (1962)
- „Więzi” (1965)
- „Wolna Kultura” (1982)
- „Zarys” (1985)
- „List Oceaniczny” (Toronto, 1999)
- „Karton” (2002)
- miesięcznik „Śląsk” (2007)
- Dolnośląski Rocznik Literacki „Pomosty” (2003–2008)